# Infantylizm parafiliczny
Infantylizm parafiliczny, zwany także autonepiofilią – rodzaj parafilii i fetyszyzmu, w której pobudzenie erotyczne osiąga się poprzez odgrywanie ról z okresu niemowlęcego, takich jak noszenie pieluch, korzystanie ze smoczka i przebieranie się w dziecięce śpioszki.
Badacze nie wiążą infantylizmu parafilicznego z pedofilią. Przedstawiono przegląd literatury dokonany przez polskich badaczy. Wykazano, że infantylizm parafiliczny oraz pedofilia są odmiennymi zjawiskami, które mogą cechować się odmiennym przedmiotem zainteresowania seksualnego oraz podłożem psychologicznym.
Osoby, poddające się tego rodzaju czynnościom, zarówno w formie łagodnej, jak i skrajnej, są nazywane w terminologii anglojęzycznej grupą AB/DL – (AB – Adult Baby – dorosłe niemowlaki, DL – Diaper Lover – miłośnicy pieluch).
Łagodna odmiana tej parafilii przyjmuje formę zabawy w „dorosłego niemowlaka”, polegającą na przebieraniu się w niemowlęce stroje oraz poddawanie się niemowlęcym czynnościom pielęgnacyjnym. Bardziej drastyczne formy to poddawanie się czynnościom sado-masochistycznym w strojach niemowlęcych (bicie „za karę” i inne formy upokarzania) oraz różnego rodzaju formy fetyszyzmu pieluchowego, które mogą już nie być związane z odgrywaniem roli „dorosłego niemowlaka”, lecz np. mieć charakter bardziej zbliżony do urofilii i koprofilii.
Przeprowadzono dwa polskie badania obejmujące grupę infantylistów parafilicznych.
W pierwszym badaniu stwierdzono, że infantyliści parafiliczni tworzą bliskie relacje interpersonalne równie często jak osoby niezwiązane z tą parafilią. Dla 55% osób badanych ab/dl jest źródłem podniecenia seksualnego. 67% badanych zadeklarowało, że uprawiało seks z użyciem elementów ab/dl, natomiast 55% badanych zadeklarowało, że seks z użyciem elementów wiążących się z ab/dl nie jest niezbędny do uzyskania przez nich pełnej satysfakcji seksualnej. Najprawdopodobniej ab/dl nie wykazuje związku z oceną funkcjonowania własnego bliskiego związku. Infantylizm parafiliczny nie jest zjawiskiem jednorodnym. Wśród infantylistów parafilicznych występuje nadreprezentacja osób o orientacji seksualnej inna niż heteroseksualna, zaznacza się przewaga mężczyzn.
W drugim badaniu określono, że infantyliści parafiliczni charakteryzują się takim samym poziomem samooceny i satysfakcji z życia jak w przypadku populacji. Różnice stwierdzono w stylach przywiązaniowych określających charakter relacji społecznych z partnerami romantycznymi. Badana grupa wykazała większe nasilenie stylu o charakterze pozytywnym (stylu bezpiecznego) oraz mniejsze nasilenie stylów o charakterze negatywnym (stylu lękowo-ambiwalentnego i stylu unikowego).